# Catopsilia pyranthe
Catopsilia pyranthe é uma borboleta média da família Pieridae, encontrada no sul da Ásia, sudeste da Ásia e em partes da Austrália.